# Chińskie Tajpej na Mistrzostwach Świata w Lekkoatletyce 2015
Chińskie Tajpej na Mistrzostwach Świata w Lekkoatletyce 2015 – reprezentacja Chińskiego Tajpej podczas mistrzostw świata w Pekinie liczyła 5 zawodników.

## Występy reprezentantów Chińskiego Tajpej

### Mężczyźni

#### Konkurencje biegowe
| Konkurencja | Zawodnik     | Eliminacje | Eliminacje | Finał    | Finał   |
| Konkurencja | Zawodnik     | Rezultat   | Pozycja    | Rezultat | Pozycja |
| ----------- | ------------ | ---------- | ---------- | -------- | ------- |
| Maraton     | Ho Chin-ping | —          | —          | 2:18:14  | 33.     |

#### Konkurencje techniczne
| Konkurencja    | Zawodnik          | Eliminacje | Eliminacje | Finał    | Finał   |
| Konkurencja    | Zawodnik          | Rezultat   | Pozycja    | Rezultat | Pozycja |
| -------------- | ----------------- | ---------- | ---------- | -------- | ------- |
| Skok wzwyż     | Hsiang Chun-hsien | 2,22 m     | 32.        | NQ       | NQ      |
| Rzut oszczepem | Huang Shih-feng   | 75,72 m    | 27.        | NQ       | NQ      |

### Kobiety
| Konkurencja | Zawodniczka    | Eliminacje | Eliminacje | Finał    | Finał   |
| Konkurencja | Zawodniczka    | Rezultat   | Pozycja    | Rezultat | Pozycja |
| ----------- | -------------- | ---------- | ---------- | -------- | ------- |
| Maraton     | Hsieh Chien-ho | —          | —          | 2:58,25  | 52.     |
| Maraton     | Hsu Yu-fang    | —          | —          | 2:48,01  | 45.     |